# Răzvan-Mirel Chiriță
Răzvan-Mirel Chiriță (n.  ?) este un deputat român, ales în 2024 din partea POT. 